# Evergrey
Gli Evergrey sono un gruppo musicale progressive/power metal formata a Göteborg, Svezia.

## Storia
La band è stata fondata nel 1996 da Tom S. Englund e il loro album di debutto è The Dark Discovery pubblicato due anni più tardi.

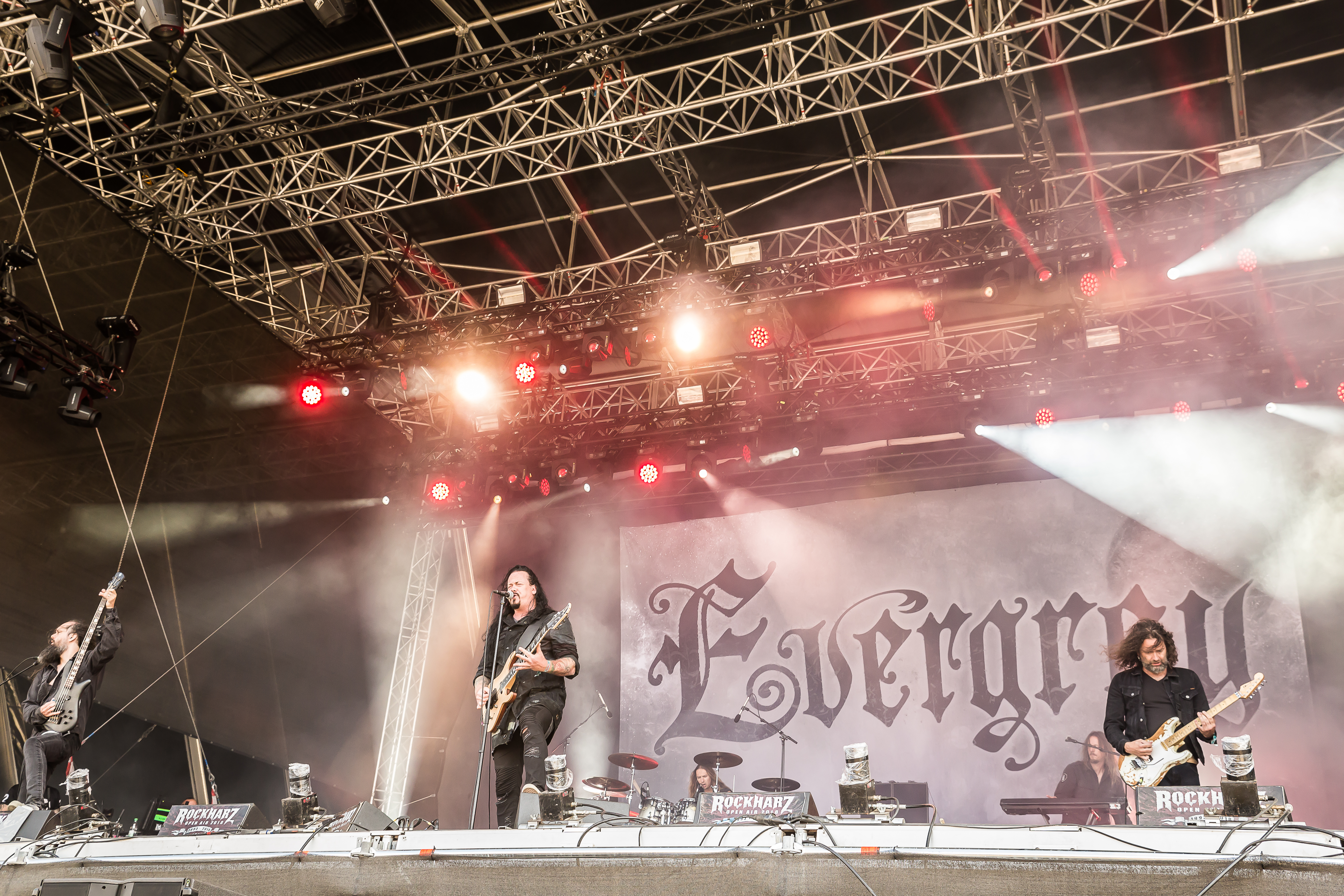
Gli Evergrey al Rockharz Open Air 2018

Gli Evergrey hanno pubblicato nel settembre 2008 il loro settimo album studio, intitolato "Torn". Dopo le dimissioni del vecchio bassista, gli Evergrey hanno ingaggiato l'ex-Stratovarius Jari Kainulainen. Le 20000 copie dell'edizione limitata contenenti la bonus track "Caught In a Lie" sono state vendute in poche settimane.
L'8 maggio 2010, attraverso un comunicato del frontman Tom S. Englund, viene annunciata l'uscita dal gruppo di Dahnage, Ekdahl e Kainulainen rispettivamente chitarrista, batterista e bassista, e contemporaneamente la loro sostituzione con Marcus Jidell (chitarra, ex Royal Hunt), Johan Niemann (basso, ex Therion) e Hannes Van Dahl (batteria).

## Tematiche
Le tematiche degli Evergrey sono tipicamente cupe. Oltre al tema della morte e della solitudine, vi sono spesso riferimenti a paranoia, alienazione (In Search of Truth) e un intero album basato sul tema del controllo intellettuale sugli ignoranti ad opera dei carismatici leader religiosi (The Inner Circle). Recreation Day è un album che tratta diverse questioni; variando dalla paura della morte, il lutto, e il dolore in generale. Attimi che contribuiscono ad un forte concetto di ri-creazione di se stessi. Tali idee sono esplorate da diversi punti di vista, dalla meditazione del suicidio (As I Lie Bleeding), lutto dopo un funerale (I'm Sorry cover di Dilba Demirbag's) e la gente che muore guardando indietro sui loro "imperdonabili" peccati (Unforgivable). Unforgivable è utilizzato anche come catalizzatore per il successivo album, (The Inner Circle), che si è occupato degli stessi due problemi descritti nella canzone: la religione e gli abusi sui minori.

## Formazione
Attuale

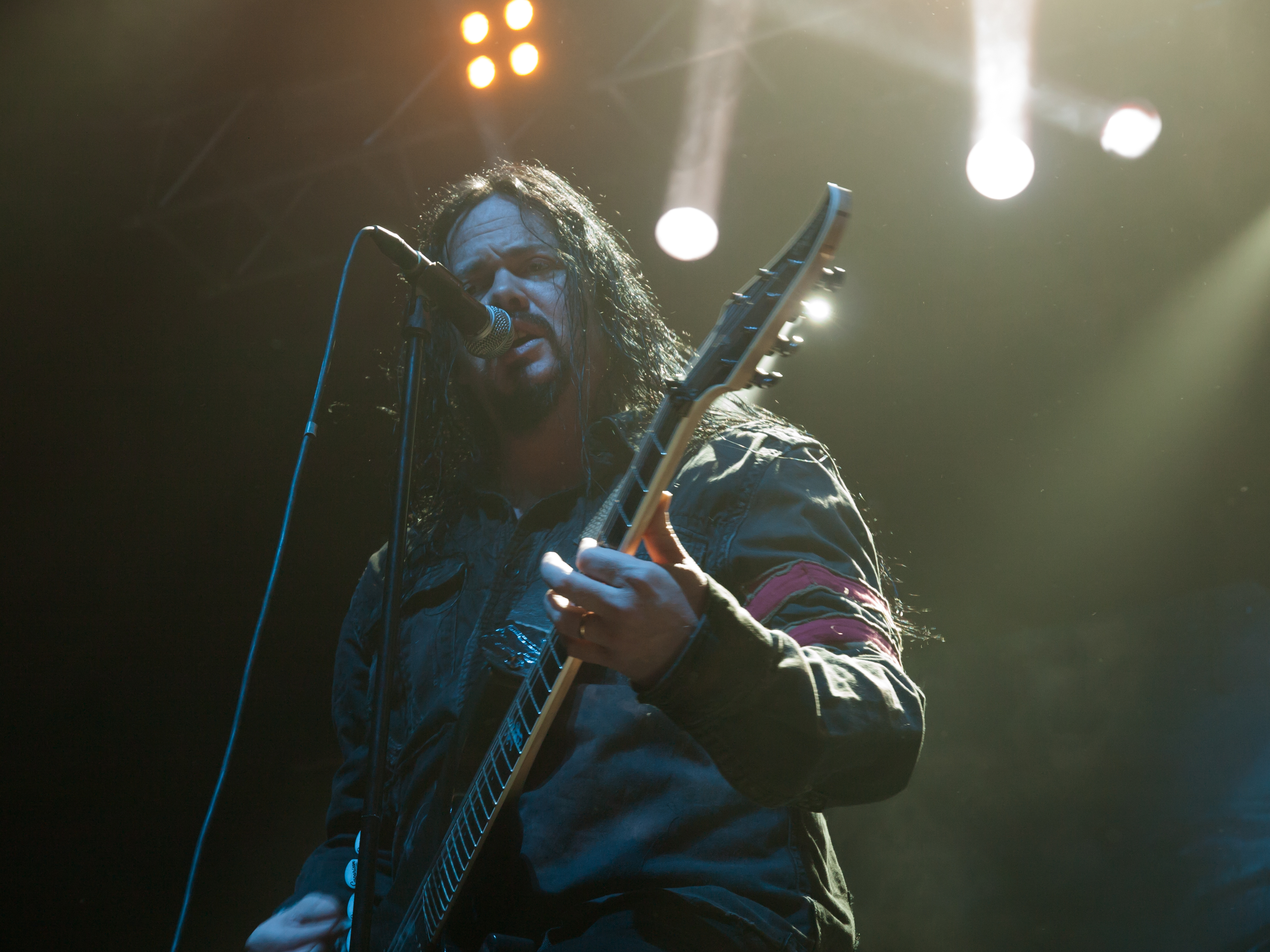
Tom S. Englund

- Tom S. Englund – voce, chitarra (1996-presente)
- Henrik Danhage – chitarra (2000-2010 2014-presente)
- Rikard Zander – tastiera (2002-presente)
- Johan Niemann – basso (2010-presente)

Turnisti
- Simen Sandnes – batteria (2024-presente)

Ex componenti
- Dan Bronell – chitarra (1996-2000)
- Will Chandra – tastiera (1996-1998)
- Sven Karlsson – tastiera (1999-2001)
- Christian Rehn – tastiera (2001-2002)
- Daniel Nöjd – basso, voce (1996-1999)
- Michael Håkansson – basso (1999-2006)
- Jari Kainulainen – basso (2006-2010)
- Patrick Carlsson – batteria (1996-2003)
- Hannes Van Dahl – batteria (2010-2013)
- Marcus Jidell – chitarra (2010-2013)
- Jonas Ekdahl – batteria (2003-2010 2014-2024)

## Discografia

### Album in studio
- 1998 – The Dark Discovery
- 1999 – Solitude, Dominance, Tragedy
- 2001 – In Search of Truth
- 2003 – Recreation Day
- 2004 – The Inner Circle
- 2006 – Monday Morning Apocalypse
- 2008 – Torn
- 2011 – Glorious Collision
- 2014 – Hymns for the Broken
- 2016 – The Storm Within
- 2019 – The Atlantic
- 2021 – Escape of the Phoenix
- 2023 – A Heartless Portrait (The Orphean Testament)
- 2024 – Theories of Emptiness

### Album dal vivo
- 2005 – A Night to Remember